# Нові центуріони (фільм)
«Нові центуріони» (англ. The New Centurions) — американська кримінальна драма 1972 року режисера Річарда Флейшера знята романом Джозефа Уембо.

## Сюжет
Три новобранці-поліцейські Рой Фехлер, Гас Плебеслі і Серхіо Дюран, прибули проходити службу у відділ поліції Лос-Анджелеса. Рой має намір стати студентом юридичного факультету. Гас — батько трьох дітей. Серж походить зі Східного Лос-Анджелеса й ніколи не очікував, що буде патрулювати вулиці, адже до цього сам мав проблеми із законом.
Кожному з новобранців призначають досвідченого напарника. Рой отримує Енді Кілвінського, який працює у поліції вже майже чверть століття і має свій власний унікальний стиль роботи.
У ході своєї служби новобранці стикаються зі складними та раніше незнайомими ситуаціями, які їм доводиться вирішувати. Водночас робота відбирає стільки часу та сил, що руйнує сімейне життя, а майже кожен виклик становить потенційну загрозу життю поліцейських.

## В ролях
- Джордж  Кемпбелл Скотт — Енді Кілвінський
- Стейсі Кіч — Рой Фехлер
- Джейн Александер — Дороті Фехлер
- Скотт Вілсон — Гус Плебескі
- Ерік Естрада — Сержіо Дюран
- Розалінд Кеш — Лорі Хант
- Берк Бірнс — Філіпс
- Чарльз Д. Грей — Бетті

## Зйомки
Фільм знято в Лос-Анджелесі, де за романом і відбувалися зазначені події.